# تاریخچه گازهای سوختی تولیدی

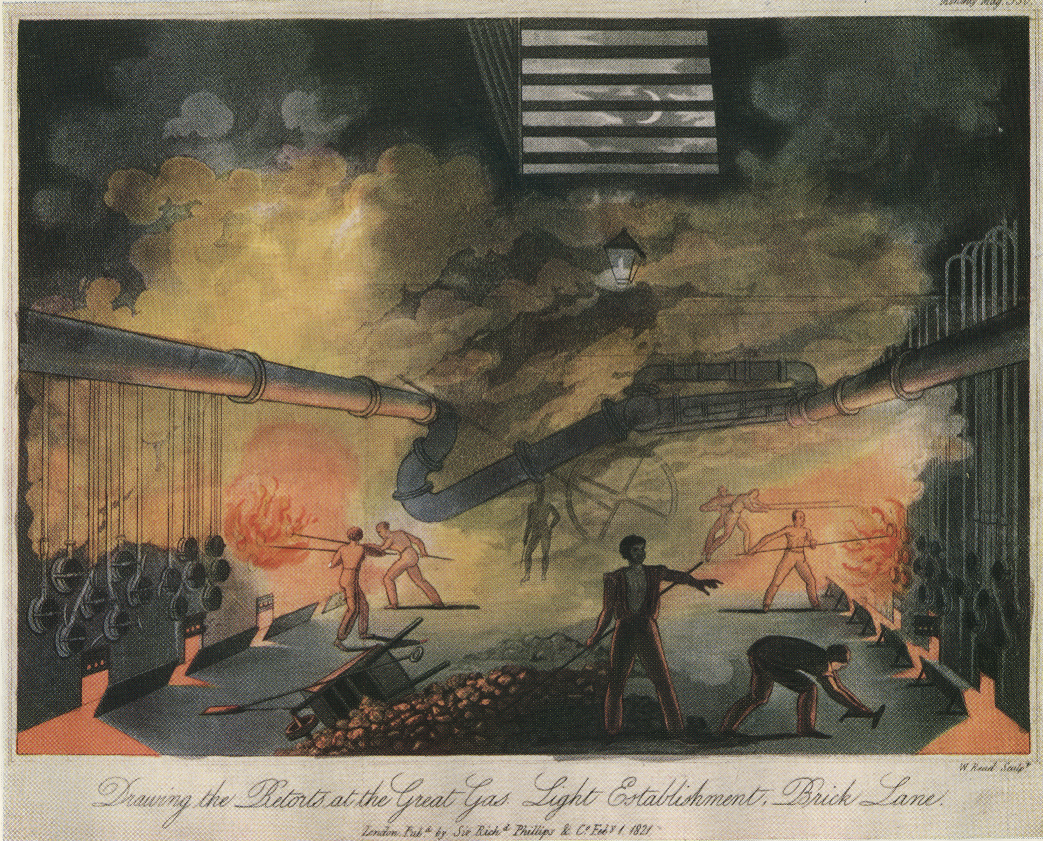
ترسیم پاسخ‌ها در ساختمان بزرگ گاز، خیابان بریک لین، از مجله ماهانه (۱۸۲۱)

تاریخچهٔ گازهای سوختی—که در بخش بزرگی از قرن نوزدهم و نیمهٔ نخست قرن بیستم برای روشنایی، گرمایش و پخت‌وپز نقش مهمی ایفا کردند—با پیدایش شاخه‌های شیمی تجزیه و شیمی پنوماتیک در قرن هجدهم آغاز شد. ین «گازهای سوختی مصنوعی» (که با نام‌هایی مانند «گاز سوختی ساختگی»، «گاز مصنوعی» یا به‌طور ساده «گاز» نیز شناخته می‌شوند)، از طریق گازسازی مواد قابل احتراق—معمولاً زغال‌سنگ، ولی گاهی نیز چوب یا نفت—تولید می‌شدند. این فرایند شامل حرارت دادن این مواد در کوره‌های دربسته با محیطی کم‌اکسیژن بود. گازهای سوختی تولید شده مخلوطی از بسیاری از مواد شیمیایی از جمله هیدروژن، متان، مونوکسید کربن و اتیلن بودند. گاز زغال سنگ همچنین حاوی مقادیر قابل توجهی از ترکیبات ناخواسته گوگرد و آمونیاک و همچنین هیدروکربن‌های سنگین است و باید قبل از استفاده تصفیه شود.
نخستین تلاش‌ها برای تولید تجاری گاز سوختی در بازهٔ زمانی ۱۷۹۵ تا ۱۸۰۵ صورت گرفت: در فرانسه توسط فیلیپ لو بُن و در انگلستان توسط ویلیام مرداک. هرچند نمونه‌هایی پیش‌تر وجود داشت، اما این دو مهندس بودند که فناوری گازسازی را با نگاه تجاری توسعه دادند.
فردریک وینزور نیز نقش کلیدی در بنیان‌گذاری نخستین شرکت گازرسانی ایفا کرد: شرکت Gas Light and Coke مستقر در لندن، که در آوریل سال ۱۸۱۲ با منشور سلطنتی تأسیس شد.
کارخانه‌های تولید گاز صنعتی ابتدا در انگلستان و سپس در بقیه اروپا و آمریکای شمالی در دهه ۱۸۲۰ تأسیس شدند. این فناوری در مقیاس افزایش یافت. پس از یک دوره رقابت، مدل کسب‌وکار صنعت گاز در انحصارها به بلوغ رسید، جایی که یک شرکت واحد، گاز را در یک منطقه مشخص تأمین می‌کرد. مالکیت شرکت‌های گازرسانی در قرن نوزدهم تنوع قابل‌توجهی داشت—از مالکیت کامل شهری مانند منچستر گرفته تا شرکت‌های کاملاً خصوصی، چنان‌که در لندن و بیشتر شهرهای آمریکای شمالی دیده می‌شد.
شرکت‌های گاز در بیشتر سال‌های قرن نوزدهم رونق داشتند و معمولاً سودآوری خوبی برای سهام‌داران خود به همراه می‌آوردند. با این حال، آن‌ها اغلب با شکایاتی دربارهٔ قیمت‌ها مواجه بودند—نشانی از تنش همیشگی میان منافع اقتصادی شرکت‌ها و انتظارات عمومی.
مهم‌ترین کاربرد گاز ساختگی در اوایل قرن نوزدهم، استفاده از آن برای روشنایی گازی بود—جایگزینی مناسب و کارآمد برای شمع و چراغ‌های نفتی در خانه‌ها.
روشنایی گازی به نخستین شکل گستردهٔ روشنایی خیابانی بدل شد؛ تحولی فناورانه که نه‌تنها معابر را روشن‌تر و ایمن‌تر کرد، بلکه چشم‌انداز شبانهٔ شهرها را نیز دگرگون ساخت. این کاربرد مستلزم گازهایی بود که با شعله‌ای بسیار درخشان می‌سوختند و «گازهای روشن‌کننده» نامیده می‌شدند. برخی از مخلوط‌های گازی با درخشندگی ذاتی کم، مانند گاز آب آبی، برای روشنایی با نفت غنی می‌شدند.
در نیمهٔ دوم قرن نوزدهم، صنعت گاز سوختی ساختگی از کاربری صرفاً روشنایی فراتر رفت و مصارف گرمایشی و پخت‌وپز را نیز دربر گرفت. تهدید ناشی از ظهور نور الکتریکی در اواخر دههٔ ۱۸۷۰ و ۱۸۸۰ نقش پررنگی در این روند ایفا کرد. با این حال، صنعت گاز بلافاصله میدان را به برق واگذار نکرد—زیرا اختراع «روپوش وِلسباخ» (Welsbach mantle)، که کیسه‌ای نسوز از توری فلزی بود و با شعله‌ای عمدتاً غیرروشنایی‌زا به حالت تابشی درمی‌آمد، به‌طرز چشم‌گیری کارایی روشنایی گازی را افزایش داد. استیلن همچنین از حدود سال ۱۸۹۸ برای پخت و پز با گاز و روشنایی گازی در مقیاس کوچکتر مورد استفاده قرار گرفت، اگرچه استفاده از آن نیز با ظهور روشنایی الکتریکی و LPG برای پخت و پز کاهش یافت. از دیگر پیشرفت‌های تکنولوژیکی در اواخر قرن نوزدهم می‌توان به استفاده از گاز آب و سوخت‌گیری با دستگاه اشاره کرد، اگرچه این موارد به‌طور جهانی مورد استفاده قرار نگرفتند.
در دهه ۱۸۹۰، خطوط لوله از میادین گاز طبیعی در تگزاس و اوکلاهما به شیکاگو و سایر شهرها ساخته شد و گاز طبیعی برای تکمیل ذخایر سوخت گازی تولیدی مورد استفاده قرار گرفت و در نهایت به‌طور کامل جایگزین آن شد. تولید گاز در آمریکای شمالی تا سال ۱۹۶۶ (به استثنای ایندیاناپولیس و هونولولو) متوقف شد، در حالی که در اروپا تا دهه ۱۹۸۰ ادامه داشت. «گاز ساختگی» امروزه بار دیگر به‌عنوان منبع بالقوهٔ سوخت مورد ارزیابی قرار گرفته است؛ زیرا شرکت‌های انرژی به فناوری گازسازی زغال‌سنگ به‌عنوان روشی احتمالاً پاک‌تر برای تولید برق از زغال‌سنگ نگاه می‌کنند. البته در دوران کنونی، چنین گازهایی معمولاً با عنوان «گاز طبیعی مصنوعی» (synthetic natural gas) شناخته می‌شوند.